# E Like
E Like(이라이크)는 티캐스트 계열의 종합 엔터테인먼트 전문 케이블 텔레비전 방송사이다. 2009년 3월부터 TV 방송을 시작하였다. 케이블TV를 통해 시청할 수 있으며, 2013년 10월부터 IPTV 방송 채널을 통해서도 송출하고 있다.

## 역사

### 2000년대
- 2009년 3월 - 패션앤 (Fashion N) 개국

### 2010년대
- 2012년 2월 - 여자 사심 채널로 채널 컨셉 및 슬로건 변경
- 2013년 11월 7일 - IPTV 방송 채널 B tv에 채널 210번으로 진입
- 2016년 11월 8일 - B tv에서 채널 번호가 210번에서 211번으로 변경
- 2018년 12월 28일 - IPTV 방송 채널 U+ TV에 채널 92번으로 진입

### 2020년대
- 2022년 10월 25일 - B tv에서 채널 번호가 211번에서 110번으로 변경
- 2024년 5월 20일 - 채널명을 패션N에서 E Like로 변경[1]
- 2024년 8월 27일 - B tv에서 채널 번호가 110번에서 61번으로 변경
- 2024년 9월 13일 - 위성 방송 채널 스카이라이프에 채널 147번으로 진입
- 2024년 12월 18일 - IPTV 방송 채널 지니 TV 채널 265번으로 진입

## 같이 보기
- E채널